# RY Большой Медведицы
RY Большой Медведицы (лат. RY Ursae Majoris), HD 107397 — одиночная переменная звезда в созвездии Большой Медведицы на расстоянии приблизительно 1373 световых лет (около 421 парсека) от Солнца. Видимая звёздная величина звезды — от +8,3m до +6,68m.

## Характеристики
RY Большой Медведицы — красный гигант, пульсирующая полуправильная переменная звезда типа SRB (SRB) спектрального класса M2-M3IIIe или M3IIIe.